# Pinalia fitzalanii
Pinalia fitzalanii är en orkidéart som först beskrevs av Ferdinand von Mueller, och fick sitt nu gällande namn av Carl Ernst Otto Kuntze. Pinalia fitzalanii ingår i släktet Pinalia och familjen orkidéer. Inga underarter finns listade i Catalogue of Life.